# جميل حسن
جميل حسن (مواليد القُرنية عام 1952)، هو المدير السابق لإدارة المخابرات الجوية السورية، وكان يُعد من المقرّبين من الرئيس السوري بشار الأسد.
أشرف حسن خلال فترة توليه المنصب على شبكة من مراكز الاحتجاز، من بينها سجن المزة العسكري، والذي أُبلغ عن وقوع انتهاكات وتعذيب فيه بحق المعتقلين. وقد وردت تقارير تفيد بأنه وضع تحت الإقامة الجبرية، إلا أن مصادر مستقلة موثوقة حول هذا الادعاء لا تزال غير مؤكدة بشكل كافٍ.

## المسيرة العسكريّة
عُيّنَ حسن رئيسًا لإدارة المخابرات الجوية السورية في عام 2009. وفي 7 يوليو 2019 جرى تعديل عام على رؤساء الأجهزة الأمنية فتعيّن اللواء غسان جودت إسماعيل مكان جميل حسن.

## عقوبات
بدأَ البحثُ في موضوع الفريق أول جميل حسن من قِبل الاتحاد الأوروبي في 9 أيّار 2011، وتمّ إضافته في وقتٍ لاحقٍ إلى قائمة عقوبات الاتحاد الأوروبي على أساس أنه «متورط في أعمال عنف ضد السكان المدنيين» خلال أحداث الحرب الأهليّة. بحلول 29 حزيران 2011؛ فرضت الولايات المتحدة هي الأخرى عقوبات على جميل بسببِ تورطه في انتهاكات حقوق الإنسان في سوريا.

## تقارير الاغتيال
وفقًا لتقارير الجيش السوري الحر؛ فقد اغتِيل في 26 آب 2012 على يد أحدِ المقاتلين في صفوفِ ألوية أحفاد الرسول، ومع ذلك فإنّ قناة الدنيا الفضائية – وهي قناة تلفزيونية مؤيّدة للحكومة – قد أنكرت هذا التقرير في نفس اليوم. أجرى حسن مقابلة مع ذي إندبندنت في نوفمبر 2016؛ وفيها نفى كلّ المزاعمِ السابقة مؤكدًا في الحوار ذاته على أنّ الحكومة كانت لتتفادى الحرب الأهليّة أو كانت لتُنهيها بشكلٍ أسرع لو اعتَمدت على التكتيكات المُستخدمة في معارك حماة عام 1982.

## التحقيقات الجنائية
في حزيران/يونيو 2018 ذكرت مجلة دير شبيغل أنّ كبير المدعين الاتحاديين في ألمانيا أصدر مذكرة اعتقال دولية بحق حسن بسببِ تهم ارتكاب جرائم ضد الإنسانية. وفي نوفمبر من نفسِ العام أصدرَ المدعون العامون الفرنسيون أوامر اعتقال دولية لثلاثة من كبار مسؤولي الاستخبارات والحكومة السوريين وهم علي مملوك وعبد السلام محمود وجميل حسن حيثُ وجّهت لهم عدّة تهمٍ تشمل التواطؤ في التعذيب والإخفاء القسري فضلًا عن ارتكابِ جرائم ضدّ الإنسانية وجرائم حَرب.